# 陳金揚
陳金揚，Sofyan Tan，（1959年9月25日-），印尼華族，是蘇丹伊斯竿達學校（Sultan Iskandar Muda）基金會董事長，和Ekosistem Lestari基金會主席。2010年5月，陳金揚和妮莉 Armayanti組成搭檔競選棉蘭市長選舉，獲得140,676票（20.72%），以微小差距落後柆福曼150,671票（22.20%）進入第二輪投票，之後於6月的第二輪投票終獲得254,435票（34.13%）落敗給從業黨候選人拉胡曼與朱爾米組合485,446票（65.87%）。